# Cindy Parlow
Cynthia "Cindy" Marie Parlow Cone, née Cynthia Parlow à Memphis le 8 mai 1978, est une joueuse et entraîneur américaine de soccer des années 1990 et 2000. Elle évolue au poste d'attaquant.

## Biographie
Elle est internationale américaine à 158 reprises de 1995 à 2006, marquant 75 buts. Elle est sacrée championne olympique en 1996 et en 2004, vice-championne olympique en 2000, championne du monde en 1999 et troisième de la Coupe du monde 2003.